# يلينا أندريفا
يلينا أندريفا (الروسية: Андреева, Елена Леонидовна) هي منافسة ألعاب القوى روسية، ولدت في 9 مايو 1969 في ريفدا في روسيا.

## وصلات خارجية
- يلينا أندريفا على موقع الاتحاد الدولي لألعاب القوى (الإنجليزية)